# Camilo Escalona
Camilo Escalona Medina (Santiago, 15 de junho de 1955) é um político chileno, filiado ao Partido Socialista. 
Foi presidente de seu partido de 2006 a 2010 e senador pela Região de Los Lagos. Atualmente (2012) é presidente do Senado da República. 